# البطولات الفرنسية 1937 (كرة مضرب)
قائمة بالبطولات الفرنسية لعام 1937 (عروفة الآن باسم دورة رولان غاروس) :

## الكبار

### فردي رجال
```
هينير هينكل هزم 
 بوني أوستن، النتيجة:6-1 6-4 6-3
```

### فردي سيدات
```
هايلد سبيرلنغ هزمت 
 سايمون ماثيو، النتيجة:6-2 6-4
```